# Germana Sperotto
Germana Amelia Sperotto (* 6. Februar 1964 in Ivrea) ist eine ehemalige italienische Skilangläuferin.
Sperotto belegte bei ihrer einzigen Olympiateilnahme im Februar 1984 in Sarajevo den 35. Platz über 20 km. Im folgenden Jahr kam sie bei den Weltmeisterschaften in Seefeld in Tirol auf den 45. Platz über 10 km, auf den 41. Rang über 5 km und auf den achten Platz mit der Staffel.